# Dolmen an der Pointe Er Hourél

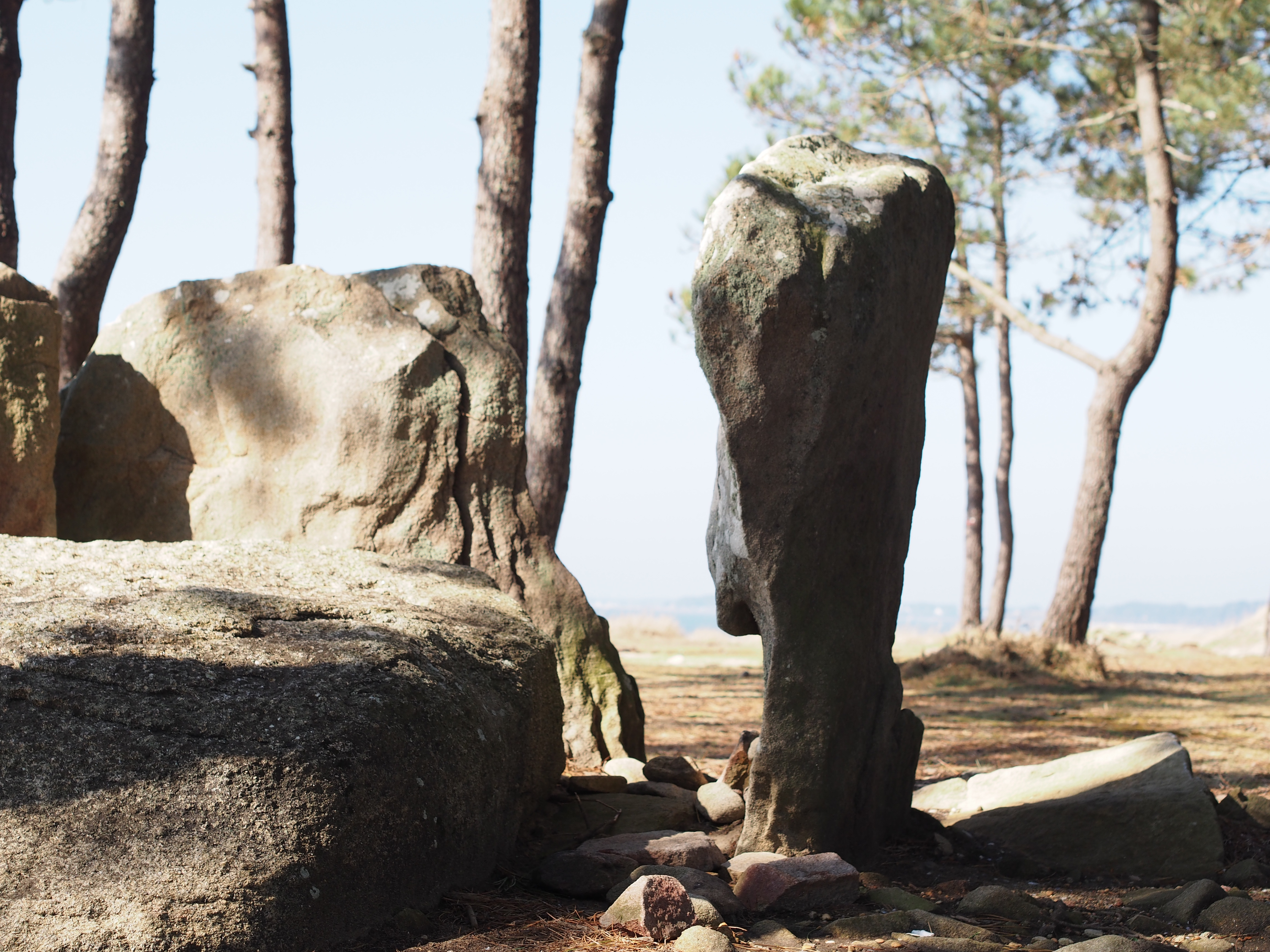

Der Dolmen an der Pointe Er Hourél (auch Er-Houel; Er-Houtél oder Dolmen de St-Pierre-Loperec genannt) liegt in einem kleinen, meernahen Pinienwald, südlich des Weilers Saint-Pierre, südwestlich von Locmariaquer im Département Morbihan in der Bretagne in Frankreich. Dolmen ist in Frankreich der Oberbegriff für neolithische Megalithanlagen aller Art (siehe: Französische Nomenklatur).
Der neolithische Dolmen ist stark beschädigt. Erhalten sind nur drei Tragsteine, die um den verstürzt am Boden liegenden Deckstein der etwa 2,0 Meter breiten Kammer liegen. Der Boden der Kammer ist gepflastert. Wie lang der Dolmen  gewesen ist und welchen Typ er verkörpert lässt sich nicht feststellen.
In der Nähe liegen die Dolmen von Kerlud und Kercadoret.

## Siehe auch

Dolmen an der Pointe Er Hourél
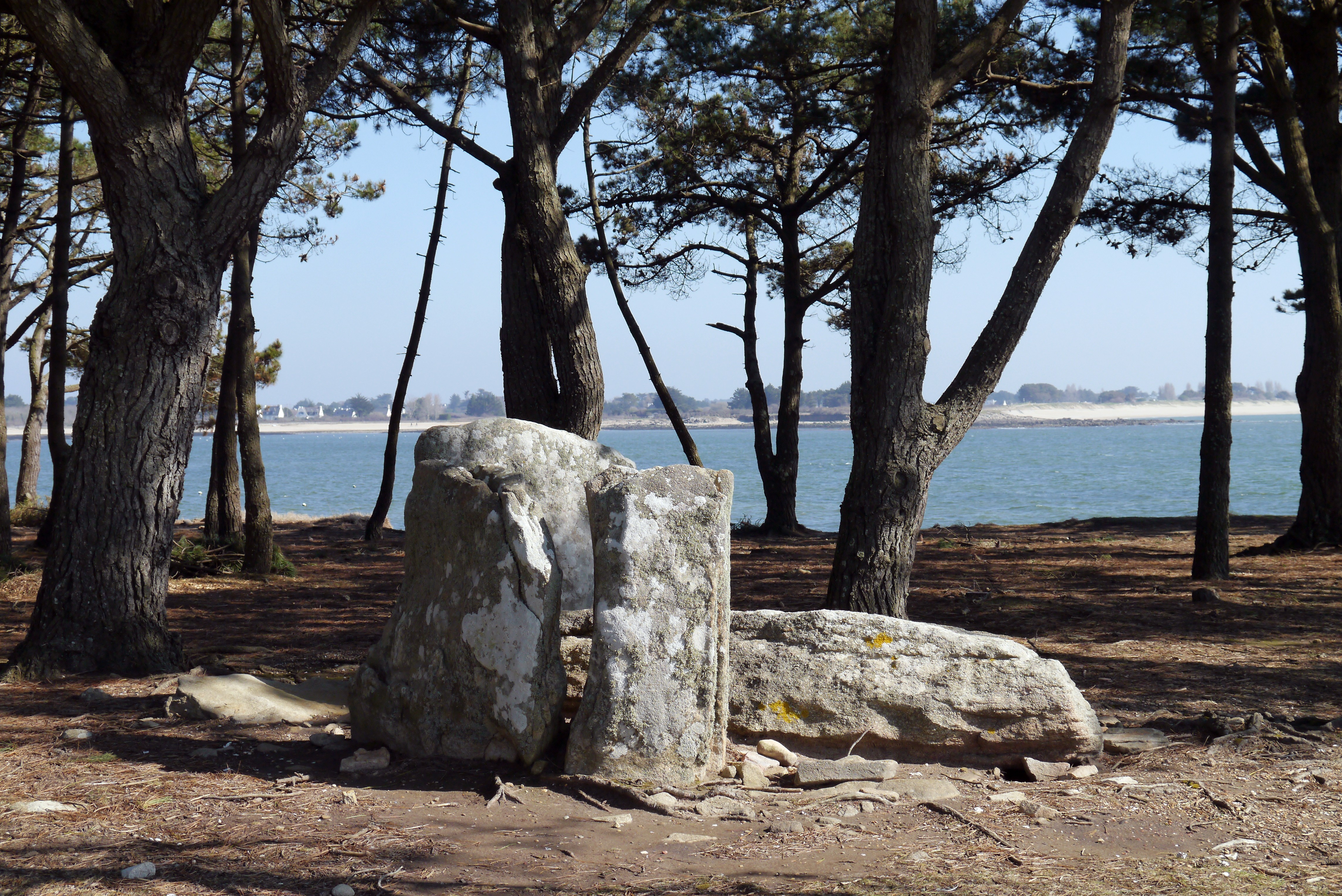
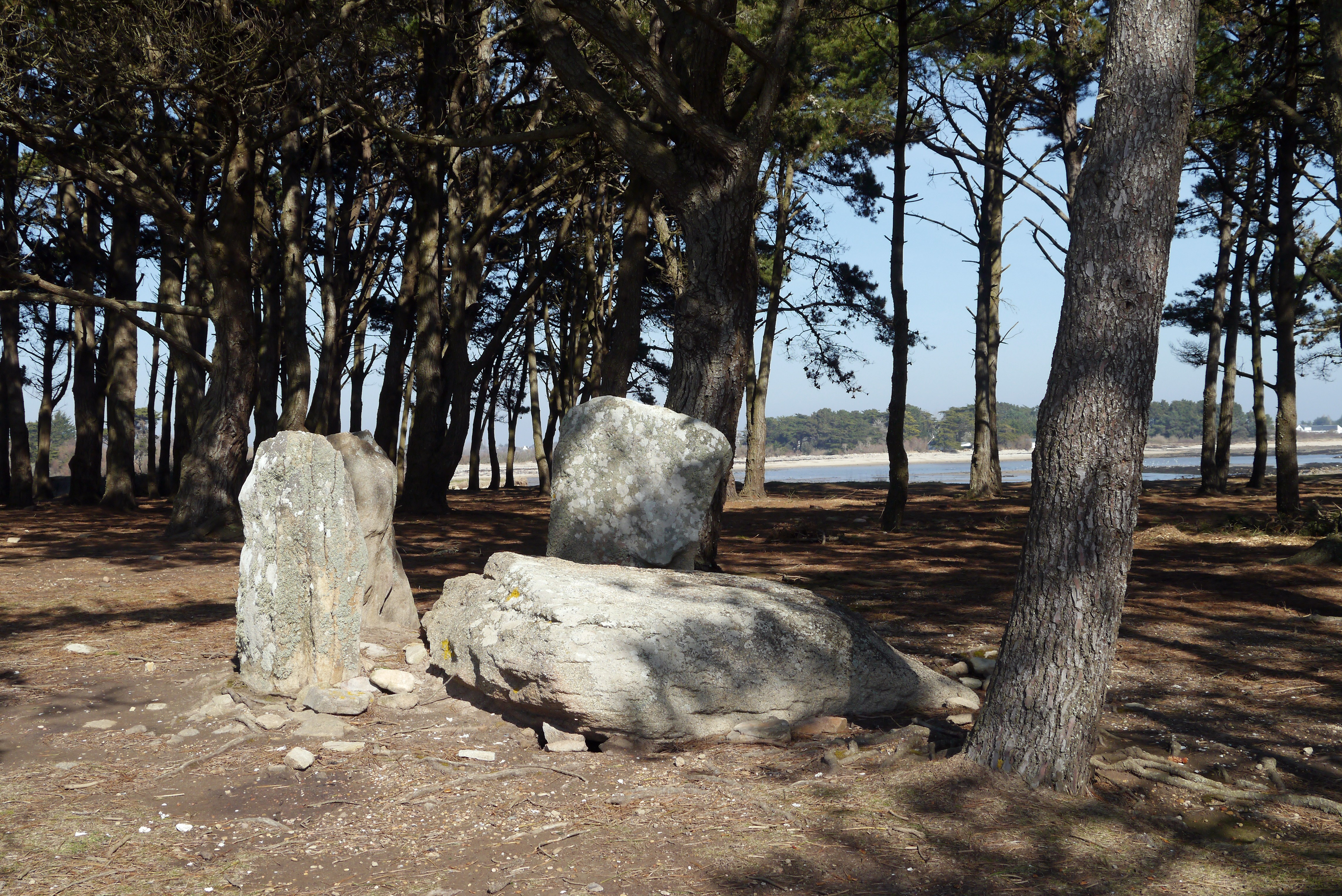
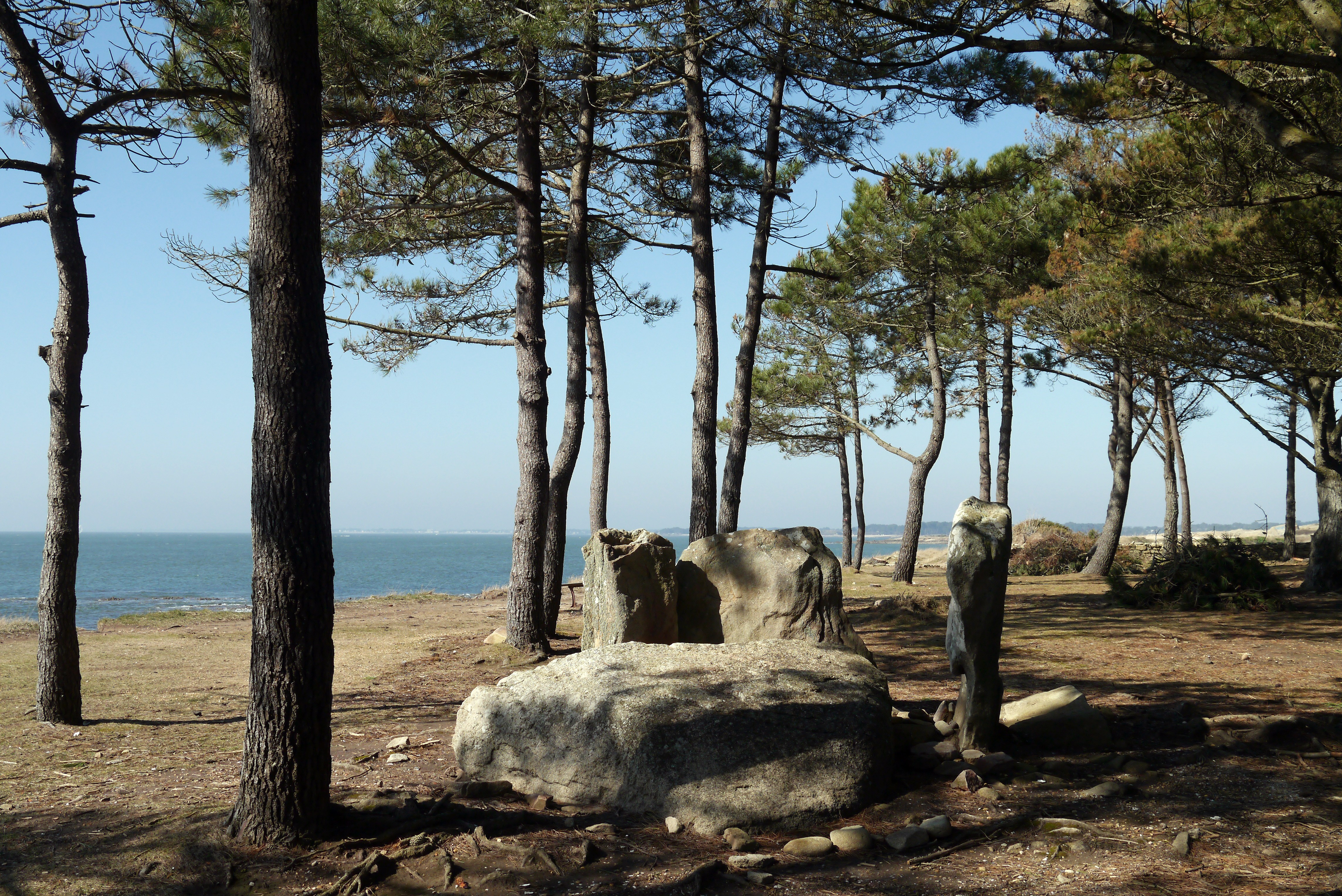
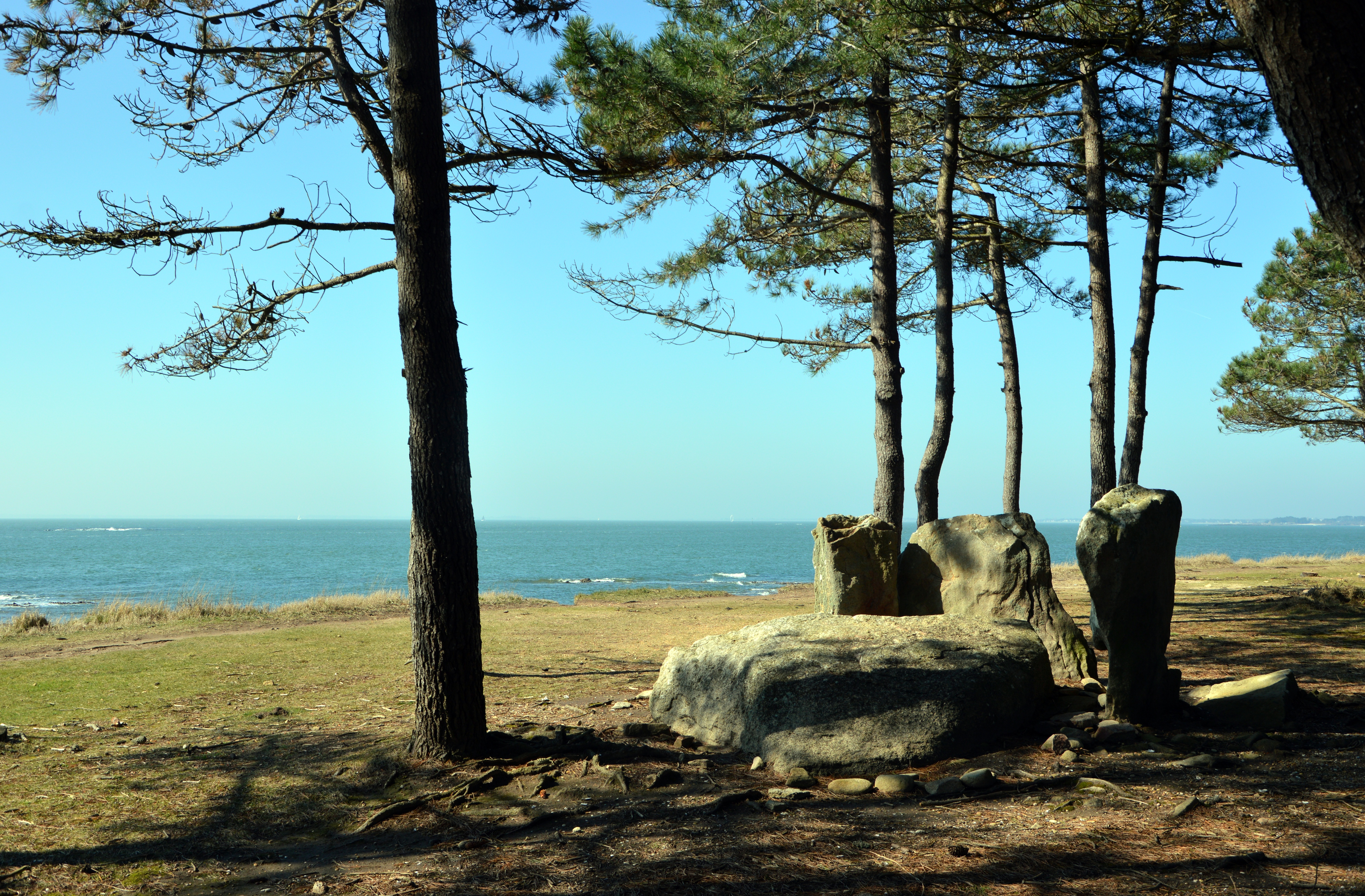
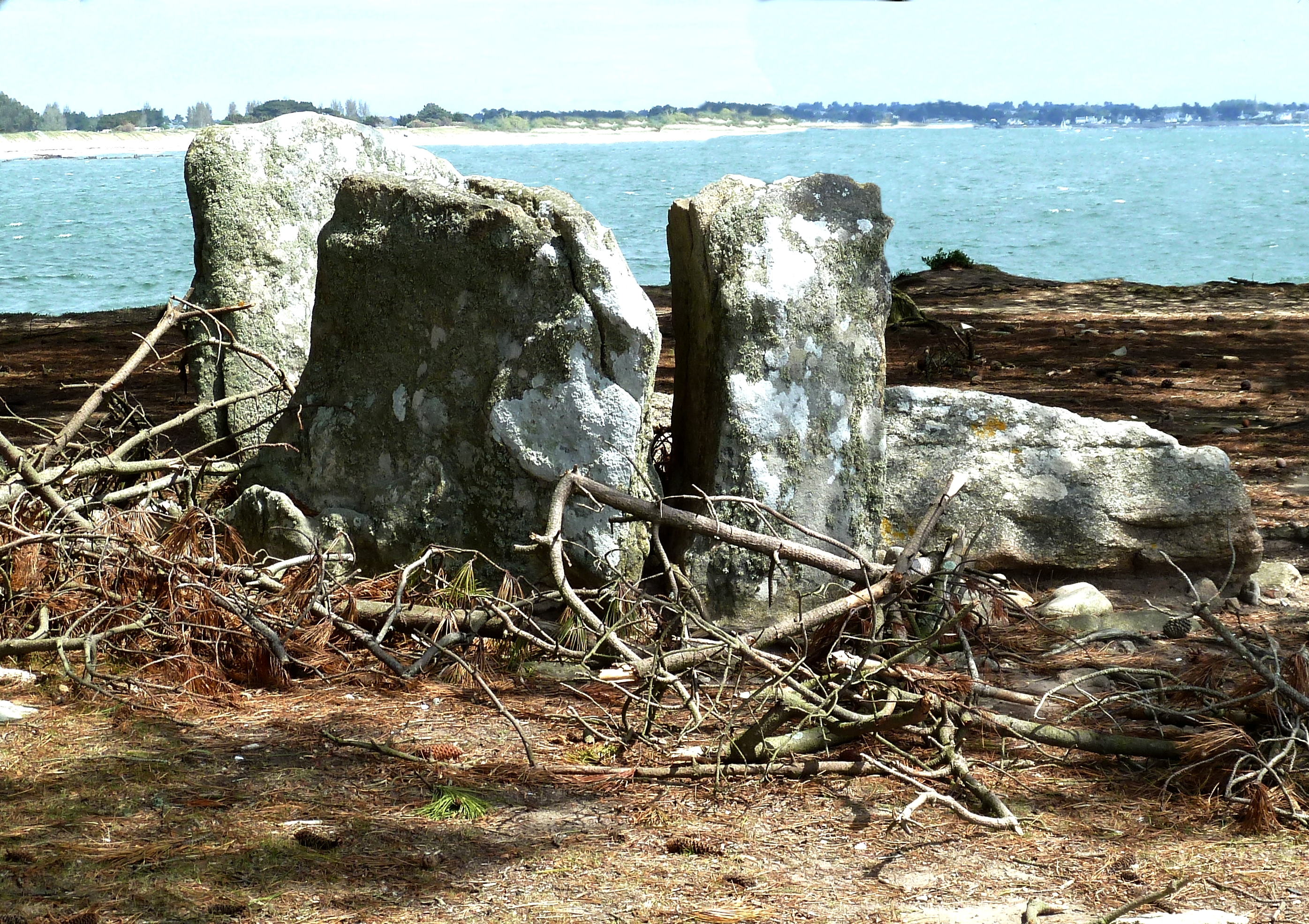
Orthostaten vom Dolmen Er Houel